# Vojaški odbor Evropske unije
Vojaški odbor Evropske unije (uradno angleško European Union Military Committee; kratica: EUMC) je vojaški oddelek, ki spada pod Visokega predstavnika Evropske unije za zunanje zadeve in varnostno politiko (trenutno Catherine Ashton) in Politični varnostni odbor Evropske unije ter je od leta 2011 del Evropske službe za zunanjepolitično delovanje (European External Action Service; EEAS). 
Vojaški odbor, ki nadzira delovanje Vojaškega štaba EU, je odgovoren za sestavo vojaških nasvetov v sklopu Skupne varnostne in obrambne politike (Common Security and Defence Policy; CSDP) nadrejenim ustanovam.
EUMC sestavljajo načelniki generalštabov oboroženih sil članic Evropske unije, ki pa imajo v odboru stalne predstavnike. 
Trenutni predsednik Vojaškega odbora Evropske unije je švedski general Håkan Syrén, kateremu se bo končal mandat 6. novembra 2012.

## Zgodovina
Odbor je bil uradno ustanovljen decembra 2000 na podlagi odločitve Evropskega sveta v Nici in pričel z delovanjem januarja 2001. 

## Stalni vojaški predstavniki
Trenutni (2011)
- generalmajor Wolfgang Wosolsobe
- kontraadmiral Marc Ectors
- generalporočnik Galimir Pehlivanov
- podpolkovnik Panayiotis Pericleous
- generalporočnik Jaroslav Kolkus
- generalporočnik Poul Kiaerskou
- brigadni general Neeme Väli
- generalmajor Pertti Salminen
- viceadmiral Xavier Païtard
- generalmajor Lampros Nousis
- brigadni general Tom Behan
- divizijski general Piero Ristori
- brigadni general Juris Kiukucans
- generalmajor Vitalijus Vaiksnoras
- polkovnik Jean-Louis Nurenberg
- generalmajor Istvan Bekesi
- podpolkovnik Martin Cauchi-Inglott
- generalporočnik Roland Kather
- generalporočnik Freek Meulman
- generalmajor Janusz Bojarski
- generalporočnik Artur Pina Monteiro
- generalporočnik Stefan Oprea
- generalporočnik Oeter Gajdoš
- generalmajor Alan Geder
- generalporočnik Juan Martin Villalon
- generalmajor Karl Engelbrektson
- zračni maršal Christopher Harper